# Proteanae
Super-ordre
Les Proteanae sont un super-ordre de plantes à fleurs comprenant notamment l'ordre des Proteales.

## Liste des ordres
Selon Tropicos (18 février 2021) :
- Nelumbonales Nakai ex Reveal, Phytologia 79(2): 72 (1995) [1996]
- Nelumbonales Willk. & Lange, Prodr. Fl. Hispan. 1: 30 (1861)
- Proteales Juss. ex Bercht. & J. Presl, Prir. Rostlin (1820)
- Sabiales Takht., Diversity Classific. Fl. Pl. 304	(1997)